# Lepanthes garayi
Lepanthes garayi är en orkidéart som beskrevs av Tamotsu Hashimoto. Lepanthes garayi ingår i släktet Lepanthes och familjen orkidéer.
Artens utbredningsområde är Bolivia. Inga underarter finns listade i Catalogue of Life.